# Ethan Cutkosky
Ethan Cutkosky (nascut el 19 d'agost del 1999 a St Charles (Illinois), Estats Units), és un jove actor nord-Americà reconegut pel seu paper com a Carl Gallagher en la sèrie televisiva Shameless. Quan no està treballant en la sèrie, va a l'Institut públic als afores de Chicago on viu amb els seus pares i el seu gat negre Bear. El seu sobrenom és One-Take Barto, ja que sempre intenta fer-ho tot en una presa.
Li encanta anar amb skate, jet skiing, bicicleta, pondering, methaphysics, també té el segon cinturó negre en taekwondo. Tot i ser famós té el seu grup d'amics de l'institut molt actiu.
A l'edat de 4 anys l'Ethan va fer els seus primers anuncis comercials i fotos per a llibres de text per poder passar més temps amb la seva mare. A 8 anys va fer la seva primera pel·lícula, Fred Claus (2007). A partir d'aquí va anar fent més pel·lícules com: La semilla del mal (Unborn)(2009) on feia d'un esperit jueu mític conegut com a Dybbuk anomenat Barto. Va ser seleccionat personalment per l'escriptor / director, David S. Goyer, per la seva capacitat de seguir la direcció i mantenir un cara inexpressiva durant la filmació. També actua a sèries com Shameless, en la qual fa de Carl, el fill de Frank Gallagher (William H. Macy), un pare alcohòlic que no està mai amb els seus fills. Carl és criat per la seva germana Fiona (Emmy Rossum), però ell es troba una mica fora de lloc i no té cap model a seguir.

## Filmografia
- Fred Claus (2007)
- Unborn (2009)
- Betty Anne Watters (Conviction) (2010)
- Shameless (2011)
- Law & Order: Special Victims Unit (2013)